# Pelochyta nabor
Pelochyta nabor är en fjärilsart som beskrevs av William Schaus 1924. Pelochyta nabor ingår i släktet Pelochyta och familjen björnspinnare. Inga underarter finns listade i Catalogue of Life.